# Lista över fornlämningar i Norrtälje kommun (Vätö)
Lista över fornlämningar i Norrtälje kommun (Vätö) är en förteckning av ett urval av de fornlämningar som finns i Vätö i Norrtälje kommun.
| Namn                       | Lämningstyp                      | Tillkomsttid | Historisk indelning | Plats | Läge                 | ID-nr          | Bild                                 |
| -------------------------- | -------------------------------- | ------------ | ------------------- | ----- | -------------------- | -------------- | ------------------------------------ |
| Vätö 5:1                   | Gravfält                         |              | Vätö, Uppland       |       | 59.794055, 18.929915 | 10011700050001 | Ladda upp en bild av detta fornminne |
| Vätö 6:1                   | Stensättning                     |              | Vätö, Uppland       |       | 59.787992, 18.948659 | 10011700060001 | Ladda upp en bild av detta fornminne |
| Vätö 6:2                   | Stensättning                     |              | Vätö, Uppland       |       | 59.787874, 18.948706 | 10011700060002 | Ladda upp en bild av detta fornminne |
| Vätö 7:1                   | Gravfält                         |              | Vätö, Uppland       |       | 59.785072, 18.943234 | 10011700070001 | Ladda upp en bild av detta fornminne |
| Vätö 8:1                   | Röse                             |              | Vätö, Uppland       |       | 59.781446, 18.878488 | 10011700080001 | Ladda upp en bild av detta fornminne |
| Vätö 9:1                   | Hög                              |              | Vätö, Uppland       |       | 59.842212, 18.948492 | 10011700090001 | Ladda upp en bild av detta fornminne |
| Vätö 9:2                   | Hög                              |              | Vätö, Uppland       |       | 59.842336, 18.948534 | 10011700090002 | Ladda upp en bild av detta fornminne |
| Vätö 9:3                   | Hög                              |              | Vätö, Uppland       |       | 59.842314, 18.948746 | 10011700090003 | Ladda upp en bild av detta fornminne |
| Vätö 10:101                | Gravfält                         |              | Vätö, Uppland       |       | 59.813815, 18.902040 | 10011700100101 | Ladda upp en bild av detta fornminne |
| Vätö 10:201                | Gravfält                         |              | Vätö, Uppland       |       | 59.812743, 18.900973 | 10011700100201 | Ladda upp en bild av detta fornminne |
| Vätö 11:1                  | Gravfält                         |              | Vätö, Uppland       |       | 59.822676, 18.918732 | 10011700110001 | Ladda upp en bild av detta fornminne |
| Vätö 12:1                  | Hög                              |              | Vätö, Uppland       |       | 59.824230, 18.920489 | 10011700120001 | Ladda upp en bild av detta fornminne |
| "Klostret" (?) (Vätö 13:1) | Husgrund, förhistorisk/medeltida |              | Vätö, Uppland       |       | 59.815298, 18.915678 | 10011700130001 | Ladda upp en bild av detta fornminne |
| Vätö 14:1                  | Gravfält                         |              | Vätö, Uppland       |       | 59.839465, 18.932120 | 10011700140001 | Ladda upp en bild av detta fornminne |
| "Trollängarna" (Vätö 17:1) | Gravfält                         |              | Vätö, Uppland       |       | 59.820023, 18.867284 | 10011700170001 | Ladda upp en bild av detta fornminne |
| Vätö 19:1                  | Röse                             |              | Vätö, Uppland       |       | 59.855140, 18.949438 | 10011700190001 | Ladda upp en bild av detta fornminne |
| Vätö 23:1                  | Stensättning                     |              | Vätö, Uppland       |       | 59.812731, 18.939475 | 10011700230001 | Ladda upp en bild av detta fornminne |
| Vätö 24:1                  | Röse                             |              | Vätö, Uppland       |       | 59.812255, 18.937023 | 10011700240001 | Ladda upp en bild av detta fornminne |
| Vätö 24:2                  | Stensättning                     |              | Vätö, Uppland       |       | 59.812155, 18.937081 | 10011700240002 | Ladda upp en bild av detta fornminne |
| Vätö 24:3                  | Röse                             |              | Vätö, Uppland       |       | 59.811977, 18.937086 | 10011700240003 | Ladda upp en bild av detta fornminne |
| Vätö 29:1                  | Stensättning                     |              | Vätö, Uppland       |       | 59.794197, 18.925625 | 10011700290001 | Ladda upp en bild av detta fornminne |
| Vätö 32:1                  | Stensättning                     |              | Vätö, Uppland       |       | 59.796611, 18.927607 | 10011700320001 | Ladda upp en bild av detta fornminne |
| Vätö 40:1                  | Stensättning                     |              | Vätö, Uppland       |       | 59.818875, 18.869513 | 10011700400001 | Ladda upp en bild av detta fornminne |
| Vätö 40:2                  | Stensättning                     |              | Vätö, Uppland       |       | 59.818882, 18.869257 | 10011700400002 | Ladda upp en bild av detta fornminne |
| Vätö 41:1                  | Stensättning                     |              | Vätö, Uppland       |       | 59.819423, 18.871238 | 10011700410001 | Ladda upp en bild av detta fornminne |
| Vätö 42:1                  | Stensättning                     |              | Vätö, Uppland       |       | 59.820889, 18.870169 | 10011700420001 | Ladda upp en bild av detta fornminne |
| Vätö 43:1                  | Stensättning                     |              | Vätö, Uppland       |       | 59.819989, 18.870144 | 10011700430001 | Ladda upp en bild av detta fornminne |
| Vätö 43:2                  | Stensättning                     |              | Vätö, Uppland       |       | 59.820190, 18.870151 | 10011700430002 | Ladda upp en bild av detta fornminne |
| Vätö 43:3                  | Stensättning                     |              | Vätö, Uppland       |       | 59.820191, 18.870586 | 10011700430003 | Ladda upp en bild av detta fornminne |
| Vätö 44:1                  | Röse                             |              | Vätö, Uppland       |       | 59.820849, 18.868841 | 10011700440001 | Ladda upp en bild av detta fornminne |
| Vätö 49:1                  | Gravfält                         |              | Vätö, Uppland       |       | 59.805595, 18.870067 | 10011700490001 | Ladda upp en bild av detta fornminne |